# Battaglia di Vinzaglio
La battaglia di Vinzaglio fu un episodio della seconda guerra d'indipendenza italiana. La battaglia si svolse il 30 maggio 1859 tra gli austriaci ed i piemontesi.

## La battaglia
Appena prima della battaglia di Palestro, i piemontesi stavano disponendo l'armata sarda ad est del fiume Sesia. Da subito si erano creati degli attriti tra il re Vittorio Emanuele II ed il generale Alfonso La Marmora. Il sovrano infatti riteneva che le truppe piemontesi dovessero varcare il Sesia in due punti per poter affrontare gli austriaci ad est, mentre La Marmora riteneva la mossa eccessivamente azzardata e per questo bloccò le truppe che avevano ricevuto l'ordine del re. Ne seguì un forte scontro verbale tra i due che si concluse, ovviamente, con la prevaricazione di Vittorio Emanuele II che diede l'ordine alle truppe di proseguire attraversando il fiume sotto la guida del generale Durando.
Nel tempo che si era perduto, intanto, gli austriaci erano riusciti ad avanzare ulteriormente e lo scontro si tenne a Vinzaglio. La 3ª divisione del generale Durando assalì il borgo di Vinzaglio che era stato occupato dagli austriaci senza colpo ferire. Il borgo venne conquistato in due ore circa, impegnando il 10º battaglione bersaglieri ed il 7º reggimento di fanteria di linea, rafforzato da elementi della brigata "Cuneo".
Gli austriaci, che avevano occupato la cittadina unicamente come avamposto, vi avevano dislocato poche truppe: una compagnia di jäger e una di fanteria, oltre ad una sezione di artiglieria di 2 pezzi. Malgrado questo la resistenza delle truppe imperiali fu strenua dal momento che solo l'intervento del 2º battaglione bersaglieri e di uno squadrone del Piemonte Reale li costrinse a ritirarsi.